# 桃兰溪
桃兰溪也称小澜溪，桃溪河，位于中华人民共和国福建省武平县北部，是汀江右岸支流，发源于武平县大禾乡贤坑村以南的桐子坑，蜿蜒北流至坪坑桥转东流，经大禾乡（此段也称大禾溪），于桃溪镇以东右纳帽村溪后转东北流，最后于湘店乡河口村汇入汀江。河长57千米，河道平均比降3.9‰，流域面积677平方千米。